# ندای شب
ندای شب (به انگلیسی: Call of the Night)⁪ (ژاپنی: よふかしのうた هپبورن: Yofukashi no Uta) یک مجموعه مانگای ژاپنی به نویسندگی و تصویرسازی کوتویاما است. این مجموعه از اوت ۲۰۱۹ تا ژانویه ۲۰۲۴ در هفته‌نامه شونن ساندی انتشارات شوگاکوکان به چاپ می‌رسید و در آمریکای شمالی برای ترجمه رسمی انگلیسی رسمی تحت لایسنس ویز مدیا قرار دارد. از مانگای ندای شب یک مجموعه تلویزیونی انیمه توسط استودیوی Liden Films دستمایه اقتباس قرار گرفت که از ژوئیه تا سپتامبر ۲۰۲۲ در فوجی تلویژن پخش شد. فصل دوم مجموعه تلویزیونی انیمه نیز در دست ساخت است.
در سال ۲۰۲۳، این اثر برنده شصت و هشتمین جوایز مانگای شوگاکوکان برای دسته شونن شد.

## داستان
کو یاموری نمی‌تواند بخوابد و نمی‌تواند از زندگی روزمره خود به رضایت واقعی دست پیدا کند در نتیجه دیگر به مدرسه نمی‌رود و شب‌ها شروع به پرسه زدن در خیابان‌ها می‌کند. او با دختر خون‌آشامی به نام نازونا ناناکوسا مواجه می‌شود که به کو شادی‌های شب‌گرد بودن را نشان می‌دهد. این باعث می‌شود که کو هم بخواهد یک خون‌آشام باشد، اما برای رسیدن به هدفش ابتدا باید عاشق نازونا شود ولی کو درکی از عاشق شدن ندارد.